# Depressariinae
Sous-famille
Les Depressariinae sont une sous-famille de lépidoptères (papillons) de la famille des Depressariidae.

## Liste des tribus et genres rencontrés en Europe
- tribu Cryptolechiini
  - Cacochroa
  - Orophia
- tribu Depressariini
  - Agonopterix Hübner, 1825
  - Depressaria Haworth, 1811
  - Exaeretia Stainton 1849
  - Levipalpus Hannemann, 1953
  - Luquetia Leraut, 1991
  - Semioscopis Hübner, 1825
- tribu Fuchsiini
  - Fuchsia
- tribu Hypercalliini
  - Anchinia
  - Hypercallia
- tribu Telechrysidini
  - Telechrysis